# Рок-шоу
Rockshow (с англ. — «Рок-шоу») — документальный музыкальный фильм, выпущенный в ноябре 1980 года. В фильме отображены выступления на концертах Пола Маккартни и группы Wings во время их тура в 1976 году по США.

## О фильме
В фильм вошло исполнение более 30 песен во время четырёх концертов тура: в Нью-Йорке 25 мая 1976 года (4 песни); Сиэтле, штат Вашингтон, 10 июня (5 песен); Лос-Анджелесе, штат Калифорния, 22 июня (15 песен) и 23 июня (6 песен) (хотя как на обложке издания фильма для домашнего видео, так и самим Маккартни на его DVD Годы Маккартни указан только концерт в Сиэтле). Тур по Америке являлся часть мирового тура Wings под названием «Wings Over the World Tour»; выступления Маккартни и Wings с этого тура запечатлены также на тройном концертном альбоме Wings over America.
Маккартни сделал весь этот фильм доступным для широкой публики лишь в 2013 году. Ранее только шесть песен из него было выпущено как часть DVD McCartney Years — одна из которых, версия «битловской» песни «Lady Madonna», была исключена из издания Rockshow для домашнего видео.

### Звук для фильма
Микширование и обработка записей музыки, вошедшей в Rockshow (и телефильм Крылья над миром), было осуществлено продюсером Крисом Томасом и звукоинженером Филом Макдональдом в 1979. Однако процесс обработки звука не был полностью закончен к дате показа по телевидению Wings Over The World (16 марта 1979 года в США, 8 апреля 1979 года в Великобритании), хотя и в нём, и в Rockshow показаны выступления на одних и тех же концертах. Не все песни, подготовленные для фильма, вошли в него полностью («Medicine Jar» и «Letting Go» подверглись монтажу), и реплики Маккартни, объявляющего очередную песню, не всегда совпадают с тем, какая песня звучит в фильме дальше; например, несколько объявлений песен взяты из концерта в Сиэтле, а после них идут песни с концерта в Лос-Анджелесе («Magneto and Titanium Man», «Spirits of Ancient Egypt», «Lady Madonna», «Let 'Em In» и «Soily»). То, как Маккартни представляет группу музыкантов, аккомпанирующих на духовых инструментах, смонтировано из частей с концертов в Сиэтле и второго концерта в Лос-Анджелесе.

## Выпуск фильма
Премьера фильма Rockshow состоялась 26 ноября 1980 года в Ziegfeld Theatre в Нью-Йорке. Маккартни на премьере не присутствовал, поскольку в это время работал в студии; он присутствовал на премьерном показе фильма в Лондоне, в театре «Доминион» на площади Пикадилли 8 апреля 1981 года.
Фильм был выпущен в октябре 1981 года на видеокассетах формата Betamax; затем в 1982 году последовали издания на видеокассетах формата VHS, на лазерных видеодисках и аналоговых видеодисках формата CED. Полная версия концерта стала доступна общественности только 31 год спустя. 16 мая 2013 года состоялась премьера цифровой реставрированной с 35 мм пленочного негатива версии фильма продолжительностью 125 минут со звуковой дорожкой 5.1. Реставрированная версия была выпущена на DVD и Blu-ray в июне 2013 года.

## Список песен
Слова и музыка всех песен — Пол и Линда Маккартни, кроме указанных особо.
| №   | Название                                 | Автор(ы)                      | Длительность |
| --- | ---------------------------------------- | ----------------------------- | ------------ |
| 1.  | «Venus and Mars/Rock Show»               |                               |              |
| 2.  | «Jet»                                    |                               |              |
| 3.  | «Let Me Roll It»                         | Пол Маккартни                 |              |
| 4.  | «Spirits of Ancient Egypt»               | Пол Маккартни                 |              |
| 5.  | «Medicine Jar»                           | Colin Allen / Jimmy McCulloch |              |
| 6.  | «Maybe I'm Amazed»                       | Пол Маккартни                 |              |
| 7.  | «Call Me Back Again (*)»                 |                               |              |
| 8.  | «Lady Madonna (*)»                       | Леннон — Маккартни            |              |
| 9.  | «The Long and Winding Road (*)»          | Леннон — Маккартни            |              |
| 10. | «Live and Let Die»                       |                               |              |
| 11. | «Picasso's Last Words (Drink to Me) (*)» |                               |              |
| 12. | «Richard Cory (*)»                       | Пол Саймон                    |              |
| 13. | «Bluebird»                               |                               |              |
| 14. | «I've Just Seen a Face»                  | Леннон — Маккартни            |              |
| 15. | «Blackbird»                              | Леннон — Маккартни            |              |
| 16. | «Yesterday»                              | Леннон — Маккартни            |              |
| 17. | «You Gave Me the Answer»                 | Пол Маккартни                 |              |
| 18. | «Magneto and Titanium Man»               | Пол Маккартни                 |              |
| 19. | «Go Now»                                 | Larry Banks / Milton Bennett  |              |
| 20. | «My Love (*)»                            |                               |              |
| 21. | «Listen to What the Man Said»            | Пол Маккартни                 |              |
| 22. | «Let 'Em In»                             | Пол Маккартни                 |              |
| 23. | «Time to Hide»                           | Денни Лэйн                    |              |
| 24. | «Silly Love Songs»                       |                               |              |
| 25. | «Beware My Love»                         | Пол Маккартни                 |              |
| 26. | «Letting Go»                             | Пол Маккартни                 |              |
| 27. | «Band on the Run»                        |                               |              |
| 28. | «Hi, Hi, Hi»                             |                               |              |
| 29. | «Soily»                                  |                               |              |

- (*) Песни, исключенные из версии фильма для домашнего видео.